# Ada den Haan
Adelaïde Henriette den Haan, detta Ada (Eindhoven, 14 maggio 1941 – Uden, 17 marzo 2023), è stata una nuotatrice olandese.

## Carriera
Fortemente specializzata nella rana, vinse la medaglia d'oro ai campionati europei del 1958, sulla distanza dei 200 metri.

## Palmarès
- Europei

Budapest 1958: oro nei 200m rana e nella 4x100m misti.